# Chamaeleo calcaricarens
Chamaeleo calcaricarens este o specie de cameleon din genul Chamaeleo, familia Chamaeleonidae, ordinul Squamata, descrisă de Böhme 1985. Conform Catalogue of Life specia Chamaeleo calcaricarens nu are subspecii cunoscute.